# Абруньоза-а-Велья
Абруньоза-а-Велья (порт. Abrunhosa-a-Velha)  — район (фрегезія) в Португалії, входить в округ Візеу. Є складовою частиною муніципалітету  Мангуалде. Знаходиться в складі великої міської агломерації Велике Візеу. За старим адміністративним поділом входив в провінцію Бейра-Алта. Входить в економіко-статистичний субрегіон Дан-Лафойнш, який входить в Центральний регіон. Населення становить 689 людей на 2001 рік. Займає площу 17,38 км².  
Покровителем району вважається Санта-Сесилія (порт. Santa Cecília).
| Португалія | Це незавершена стаття з географії Португалії. Ви можете допомогти проєкту, виправивши або дописавши її. |